# Keith Brown (Leichtathlet)
Keith Brown (* 15. Juni 1913; † 15. Juli 1991 in Delmar, Kalifornien) war ein US-amerikanischer Leichtathlet, der in den frühen 1930er Jahren als Stabhochspringer erfolgreich war.
Er sprang zwei Weltrekorde:
- Junioren-WR mit 4,21 m am 18. Juni 1932 in Cambridge
- WR mit 4,39 m am 1. Juni 1935 in Boston. Brown verbesserte damit die drei Jahre alte Bestmarke seines Landsmannes William Graber um 2 cm. Bereits im darauf folgenden Jahr 1936 verlor er den Weltrekord an George Varoff, der 4,43 m sprang.

Er gewann mehrfach einen Meistertitel, den er sich jedoch stets mit mindestens einem weiteren Athleten teilen musste. Nur 1935, als er mit 4,39 m Weltrekord sprang, wurde er alleiniger Meister.
- IC4A: 1933, 1934 und 1935
- AAU: 1933 (14-0), 1934 (13-11.375)
- Halle: 1933 4,11 m

An den Olympischen Spielen 1936 in Berlin nahm Keith Brown nicht teil. Bei einer Körpergröße von 1,88 m betrug sein Wettkampfgewicht 73 kg.
Brown absolvierte die Universität Yale. Anschließend arbeitete er für die Procter & Gamble Company in Chicago, bevor er sich in der Nähe von Phoenix als Betreiber einer Rinderfarm selbständig machte. Er starb 78-jährig an einem Lungenemphysem.
Er war verheiratet mit Mary Lou. Aus der Ehe gingen zwei Töchter (Julia und Katherine) und zwei Söhne (Keith und Steve) hervor.